# Coenosia noniesmaculata
Coenosia noniesmaculata är en tvåvingeart som beskrevs av Gaminara 1930. Coenosia noniesmaculata ingår i släktet Coenosia och familjen husflugor.
Artens utbredningsområde är Uruguay. Inga underarter finns listade i Catalogue of Life.